# Palhais (Sertã)
Palhais é uma povoação portuguesa do Município da Sertã que foi sede da extinta Freguesia de Palhais, freguesia que tinha 22,04 km² de área e 268 habitantes (2011), e, por isso, uma densidade populacional de 12,2 h/km².
A Freguesia de Palhais foi extinta e agregada às Freguesias de Cernache do Bonjardim e de Nesperal, criando-se a União das Freguesias de Cernache do Bonjardim, Nesperal e Palhais.

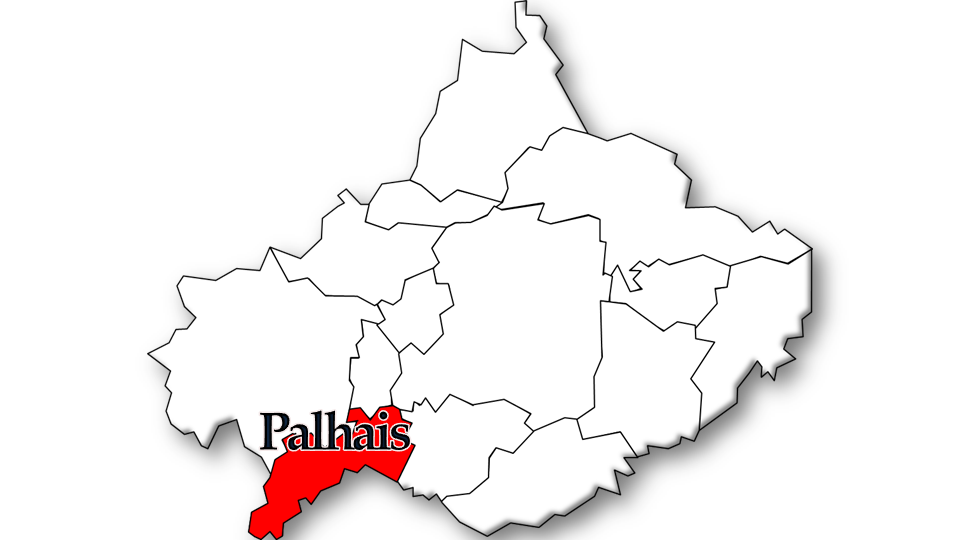
Localização no Município da Sertã

## População
| População da freguesia de Palhais | População da freguesia de Palhais | População da freguesia de Palhais | População da freguesia de Palhais | População da freguesia de Palhais | População da freguesia de Palhais | População da freguesia de Palhais | População da freguesia de Palhais | População da freguesia de Palhais | População da freguesia de Palhais | População da freguesia de Palhais | População da freguesia de Palhais | População da freguesia de Palhais | População da freguesia de Palhais | População da freguesia de Palhais |
| --------------------------------- | --------------------------------- | --------------------------------- | --------------------------------- | --------------------------------- | --------------------------------- | --------------------------------- | --------------------------------- | --------------------------------- | --------------------------------- | --------------------------------- | --------------------------------- | --------------------------------- | --------------------------------- | --------------------------------- |
| 1864                              | 1878                              | 1890                              | 1900                              | 1911                              | 1920                              | 1930                              | 1940                              | 1950                              | 1960                              | 1970                              | 1981                              | 1991                              | 2001                              | 2011                              |
| 647                               | 598                               | 647                               | 721                               | 832                               | 889                               | 925                               | 1 150                             | 1 190                             | 1 180                             | 961                               | 595                               | 435                               | 346                               | 268                               |

## Organização administrativa
União de Freguesias de Cernache do Bonjardim, Nesperal e Palhais (UFCBNP) - Presidente Diamantino Calado Pina

## Curiosidades
Palhais tem um lugar com este nome, onde se situa a ermida de Nossa Senhora da Nazaré e se realizam anualmento os festejos em sua honra. Tira é a sede da freguesia, onde também se realizam os festejos anuais em honra de Nossa Senhora da Anunciação.
Uma lenda diz que D. Nuno Álvares Pereira pernoitou em Palhais antes de partir para a gloriosa campanha de Aljubarrota.

## História
A freguesia foi criada em 1555, ou talvez mesmo antes desta data.
Até 1834, existia em Palhais uma companhia de ordenanças. Essa companhia, instituída em 1823, tinha um capitão, Liberato José da Silva, e o alferes José Galvão que tinham como incumbência a defesa e a segurança da zona.

## Património edificado
A igreja matriz de Palhais foi começada em 1773. Tem à sua guarda uma escultura do século XV representando Nossa Senhora da Purificação, que esteva antes na capela do Trízio. Na nave, do lado da epístola, encontra-se uma pietá executada por um artista da escola de Machado de Castro.
A capela do Trízio é uma das mais antigas da região. Possui ainda uma antiga escultura do respetivo orago, São Pedro. 

## Demografia
A população é na sua maioria idosa devido a  migração interna dos extractos populacionais mais jovens a partir da década de 70. A maioria da população migrou para a cidade de Lisboa.
Durante a primeira década do século XXI a freguesia perdeu 23% da populaçao.

## Localidades
- Atalaia
- Cardal
- Casal
- Casalinho
- Ereira
- Lameira dos Reis
- Orgueira
- Salgueiro
- Tira
- Trizio
- Valongo
- Rolã

## Eventos culturais e desportivos

### Festejos populares
Na freguesia realiza-se anualmente quatro festejos populares de origem religiosa:
- No lugar de Valongo em louvor de Santo António, no fim de semana mais próximo do dia de Santo António (13 de Junho).
- No lugar de Trízio em louvor de São Pedro.
- No lugar de Tira em louvor de Nossa Senhora.
- No lugar de Lameira dos Reis (Surra) em louvor de Nossa Senhora da Nazaré, no primeiro fim de semana de Setembro.

- O Centro do Valongo (http://www.facebook.com/groups/187715161289471/), realiza periodicamente Bailes de musica popular, actividades desportivas e sociais.

### Eventos culturais
- Existe um jornal amador de parede, Jornal O Palheto, com edição bimestral, promovido pelo Centro do Valongo (Centro Social, Recreativo e Cultural do Valongo) https://www.facebook.com/jornalopalheto.
- A junta de freguesia organiza anualmente um passeio para a terceira idade.

### Eventos desportivos
- O Centro do Valongo, com o apoio do programa municipal "Desporto mais", realiza periodicamente varias actividades desportivas. As mais frequentes são: canoagem no Rio Zêzere, passeios de BTT, caminhadas na natureza, torneios de sueca e torneio de matraquilhos.  https://www.facebook.com/CentrodoValongo

- No Centro Náutico do Zêzere ocorre anualmente uma prova de Jet-ski. Neste local é disponibilizado o aluguer de canoas e barcos para actividades náuticas.

- Nos festejos populares são organizados torneios de sueca e chinquilho.

Também no Centro Náutico do Trizio ocorre todos os anos desde 2003 os Campeonatos nacionais de wakebord.
Lugar onde nasceu o desporto em Portugal .
Com o Antigo proprietário GK e os seus funcionários , que ainda hoje ali trabalham e são os principais dinamizadores do desporto em Portugal.

## Heráldica
Ordenação heráldica do brasão tal como publicada no Diário da República, III Série de 19 de Julho de 2002:
Escudo de vermelho, ponte de três arcos de prata, lavrada de negro, firmada nos flancos e movente de campanha diminuta ondada de prata e azul de cinco peças, encimada por cobertura de colmo de ouro, realçada de negro. Coroa mural de prata de três torres. Listel branco, com a legenda a negro: "Palhais-Sertã".